# Lista de episódios de maior audiência nos Estados Unidos
A lista mostra um ranking de maior audiência que programas, talk shows, e séries de televisão tiveram. A maior parte alcançou a maior audiência na exibição no episódio final de uma temporada ou no final da série
| Ranking | Data de Transmissão     | Programa                                | Episódio                         | Espectadores (em milhões) | Canal                    | Notas                                                                                   | Ref.       |
| ------- | ----------------------- | --------------------------------------- | -------------------------------- | ------------------------- | ------------------------ | --------------------------------------------------------------------------------------- | ---------- |
| 1       | 5 de fevereiro de 2015  | Super Bowl                              | Super Bowl LI                    | 118                       | NBC                      | Evento que representa a grande final da NFL                                             | Katy Perry |
| 2       | 28 de fevereiro de 1983 | M*A*S*H                                 | Goodbye, Farewell and Amen       | 105.9                     | CBS                      | Final da série                                                                          | [ 1 ]      |
| 3       | 30 Janeiro 1977         | Roots                                   | Part VIII                        | 100.0                     | ABC                      | Final da série                                                                          | [ 2 ]      |
| 4       | 20 de maio de 1993      | Cheers                                  | One for the Road                 | 84.4                      | NBC                      | Final da série com a duração do episódio três vezes maior que o normal                  | [ 1 ]      |
| 5       | 29 de agosto de 1967    | The Fugitive                            | The Judgment - Part 2            | 78.0                      | ABC                      | Final da série                                                                          |            |
| 6       | 14 de maio de 1998      | Seinfeld                                | The Finale                       | 76.3                      | NBC                      | Final da série em 2 episódios                                                           | [ 1 ]      |
| 7       | 6 de maio de 2004       | Friends                                 | The Last One                     | 52.46                     | NBC                      | Final da série                                                                          | [ 3 ]      |
| 8       | 23 de Agosto de 2000    | Survivor: Borneo                        | The Final Four/Reunion           | 51.7                      | CBS                      | O final de duas horas da primeira temporada                                             | [ 3 ]      |
| 9       | 1 de maio de 1988       | Magnum, P.I.                            | Resolutions                      | 50.7                      | CBS                      | Final da série                                                                          | [ 1 ]      |
| 10      | 22 de maio de 1992      | The Tonight Show Starring Johnny Carson |                                  | 50                        | NBC                      | Última apresentação de Johnny Carson no Tonight Show                                    | [ 1 ]      |
| 11      | 30 de abril de 1992     | The Cosby Show                          | And So We Commence               | 44.4                      | NBC                      | Final da série em 2 episódios                                                           | [ 1 ]      |
| 12      | 8 de abril de 1979      | All in the family                       | Too Good Edith                   | 40.2                      | CBS                      | Final da série                                                                          | [ 1 ]      |
| 13      | 17 de Fevereiro de 2003 | Joe Millionaire                         | Episódio 8                       | 40                        | Fox                      | Um reality show da Fox que durou pouco tempo                                            | [ 3 ]      |
| 14      | 17 de Fevereiro de 2000 | ER                                      | All in the Family                | 39.4                      | NBC                      | é considerado um dos episódios mais trágicos da série.                                  | [ 3 ]      |
| 15      | 16 de Janeiro de 2007   | American Idol                           | Minneapolis Auditions            | 38.1                      | Fox                      | Inicio da sexta temporada                                                               | [ 3 ]      |
| 16      | 5 de Fevereiro de 2006  | Grey’s Anatomy                          | It's the End of the World        | 38                        | ABC                      | O episódio foi exibido após o Super Bowl                                                | [ 3 ]      |
| 17      | 14 de maio de 1989      | Family Ties                             | Alex Doesn't Live Here Anymore   | 36.3                      | NBC                      | Final da série em 2 episódios                                                           | [ 3 ]      |
| 18      | 3 de Maio de 2000       | Who Wants to Be a Millionaire           |                                  | 36                        | Sony Pictures Television |                                                                                         | [ 3 ]      |
| 19      | 25 de maio de 1999      | Home Improvement                        | Backstage Pass                   | 35.5                      | ABC                      | Final da série                                                                          | [ 3 ]      |
| 20      | 18 de Maio de 2000      | Frasier                                 | Something Borrowed, Someone Blue | 33.7                      | NBC                      | O final da sétima temporada                                                             | [ 3 ]      |
| 21      | 11 de outubro de 1990   | The Simpsons                            | Bart Gets an F                   | 33.6                      | FOX                      | Inicio da segunda temporada                                                             |            |
| 22      | 16 de Maio de 2005      | Everybody Loves Raymond                 | The Finale                       | 32.9                      | CBS                      | Final da série                                                                          | [ 3 ]      |
| 23      | 24 de Maio de 2000      | Spin City                               | Goodbye – Part 2                 | 32.8                      | ABC                      | O episódio em que Michael J. Fox deixou a série após revelar que tinha mal de Parkinson | [ 3 ]      |